# Okaloosa County
Okaloosa County is een county in de Amerikaanse staat Florida.
De county heeft een landoppervlakte van 2.423 km² en telt 170.498 inwoners (volkstelling 2000). De hoofdplaats is Crestview.